# Joaquín Rodrigo
Joaquin Rodrigo (født 22. november 1901 i Sagunto, Valencia, død 6. juli 1999 i Madrid) var en spansk komponist, pianist og guitarist.
Han blev blind som 3 årig. Han var stærkt inspireret af den spanske folkemusik. Hans enorme produktion omfatter adskillige koncerter, men kun en af dem er verdensberømt: Concierto de Aranjuez(1939) for guitar og orkester. Især den langsomme sats, der lyder som en andalusisk folkesang, er blevet utrolig populær. Koncertens andensats er indspillet af Miles Davis på dennes album Sketches of Spain fra 1960. En anden komposition af Rodrigos kompositioner, som kan fremhæves, er Pastorale Koncert for fløjte og orkester. 